# 寿限無
『寿限無』（じゅげむ）は、落語の代表的な前座噺。長い名前を言い立てる早口言葉で知られる。上方落語では古くは別題を『長名の伜（）』という。『長い名の子』タイプの民話と落語『寿限無』は類話である。

## 概要
生まれた子供がいつまでも元気で長生きできるようにと考えて、とにかく「長い」物がいいということでとんでもない名前をつけた、という笑い話。縁起のいい言葉を幾つか紹介され、どれにするか迷った末に全部つけてしまった、という筋の場合もある。
名前を付けられた子供はすくすく育って腕白小僧になる。近所の子供と喧嘩をし、殴られてこぶを作った子供が父親のところに言いつけに来る。やり取りの中で長い名前が繰り返されるうちに、時間がたってこぶが引っ込んでしまった、というのが一般的なサゲ。
長い名前の言い立ては早口言葉の一種とされることもあり、これを繰り返すことに滑稽さがある。落語家の口慣らしの稽古用として、前座が最初に習う噺（前座噺）のひとつである。

## 名前の代表的な例
演者によって語句、読み方、意味説明は異なる。

### 意味
話の中での架空の意味説明:
寿限無
寿命が限り無いの意。
五劫の擦り切れ
天女が時折泉で水浴びをする際、その泉の岩の表面が微かに擦り減り、それを繰り返して岩がなくなってしまうまでが一劫。それが5回擦り切れる、つまり永久に近いほど長い時間のこと。劫 (kalpa) はヒンズー哲学で、宇宙の誕生から消滅までの時間を意味する。三遊亭金馬 (3代目)は、正しくは「すりきれず」だが「すりきれ」と発音するという。いっぽう、『増補 落語事典』は「すりきれ」のほうが正しいと断言する。広辞苑は両説を併記している。古い1910年代の記録でも両例ある。
海砂利水魚
海の砂利や水中の魚のように数限りないたとえ。「かいじゃり」・「かいざり」両方の発音例がある。
水行末雲来末風来末
水・雲・風の来し方・行く末には果てがないことのたとえ。
食う寝る処に住む処
衣食住の食・住。これらに困らずに生きて行ける事を祈ったもの。また、『滑稽百面相』に記載の版だと、「食う寝る」とは実際には「くねる」であり、海中でくねる海藻の数のように果てしないこと、「住む処」のトコロとは正月の縁起物である「トコロ」のことで、「代々この場所に住みたい」という意味を持つという。トコロは長芋に似た根菜である。またトコロには野老（ヤロウ）という別名もあり、三代目三遊亭金馬は、ヤロウとかけて「くめるヤロウに住むトコロ」と言う古い例を紹介している:86。
やぶらこうじのぶらこうじ
藪柑子（やぶこうじ）は生命力豊かな縁起物の木の名称。葉が落ちても実が生り続けることから縁起物とされる。「（や）ぶらこうじ」は藪柑子がぶらぶらなり下がる様とも。後半の語が「ぶらこうじ」か「やぶこうじ」かは、論争の種となっている。
- 「ぶらこうじ」の例: 1912年 三遊亭福円遊、1929年 柳家つばめ、2022年 柳家花緑。
- 「やぶこうじ」の例: 落語家:1959年 三代目三遊亭金馬、1996年 六代目三遊亭圓窓。落語家以外:1914年刊『落語の落』、1998年刊『落語絵本 じゅげむ』。

綴りに関しては、広辞苑は「やぶら小路ぶら小路」と「藪柑子」を併記し、NHKはひらがなで表記している。
パイポ、 シューリンガン、グーリンダイ、ポンポコピー、ポンポコナ
もろこし（唐土）のパイポ王国のシューリンガンは王、グーリンダイはシューリンガンの妃で、その娘たちポンポコピー、ポンポコナは長生きした。あるいは、シューリンガンのグーリンダイに住むパイポパイポ王は長生きで、ポンポコピー・ポンポコナも天竺の長生き夫婦の名前。
長久命
長く久しい命。
長助
長く助けるの意味合いを持つ。

## 類似するモチーフの歴史
長い名前や縁起のいい名前をモチーフにした話は他にもある。

### 長い名の子が困ったことになる話
江戸時代の噺家である初代 米沢彦八が著した噺本『軽口御前男』（元禄16年〈1703年〉刊行:33）に、「欲（）からしづむ淵（）」という小噺がある。あらすじ：
ある人が、憎い継子を短い名前「によぜがも」に改名させ、かわいい実子を長い名前「あのくたら三（）びやく三（）ぼだい」に改名させた。ある日継子が川に落ちるが、周りに助けを求めて速やかに救助される。後日、今度は実子が川に落ちるが、助けを求める際に長い名前を呼んでいる間に時間がかかるので、どんどん流されていってしまった。母親は「三百を捨てたら助かろものを」と嘆いた。
「三百[文]を捨てる」（わずかの出費のこと）とかけた、この名前特有の駄洒落である。この噺は米沢彦八自身による創作と推定されている。
噺の中で名前の由来は説明されていないが、仏教用語「如是我聞（）」と「阿耨多羅三藐三菩提（）」である。

### 長い名をいちいち繰り返すギャグ
寛政4年（1792年）に刊行された滑稽物の絵本『鼻下長物語』は芝全交（）作で、早口言葉による会話が29ページに渡って繰り広げられる物語仕立ての作品である。関連部分のあらすじ:
あるとき殿様「法性寺入道前関白太政大臣（）」は、家老「三なめかけたが三かけたひっちくでっちくほうねんぼうのつうだ左衛門」（略称「つうだ」）の言葉遣いが気に障った。そこで殿様は家老「親も嘉兵衛子も嘉兵衛親嘉兵衛子嘉兵衛子かへ親かへ」親子二人（略称「嘉兵衛」）に、「つうだ」へ徹底指導するよう指示した。指導初日は物別れ。以下二日目のようす:
嘉兵衛:「さて、昨日の申しかけを申そうと存じて、今日も貴宅へ参上致しました。長く申しては事が分りませぬ。つまんで申しましょう。こうでござる: そこもと様が主人法性寺入道前関白太政大臣様のことを、法性寺入道前関白太政大臣殿と仰せらましたから、そこで以てからに何か法性寺入道前関白太政大臣様が大きにお腹をお立ちなされ、俺が事を法性寺入道前関白太政大臣様という筈を、なぜ俺が事を法性寺入道前関白太政大臣殿と言うたとて、そこでもってからに法性寺入道、」

つうだ:「まずお急きなさるな。しかれば拙者が法性寺入道前関白太政大臣殿の事を、法性寺入道前関白太政大臣殿と申したがお気に障り、法性寺入道めが腹を立って、」

嘉兵衛:「いえさ、そう仰せられては済みませぬ。法性寺入道前関白太政大臣様と言う所を、」

（紛糾。以後毎日議論が続き、つうだは翌年になってやっと状況を理解する）—『黄表紙十種』（1935年）:202（常用漢字化、現代仮名遣い化。一部漢字化。表記揺れ統一。句読点調整）
話中の殿様の名「法性寺入道前関白太政大臣」は、小倉百人一首のうちの一首の詠み人藤原忠通の俗称。実在した人物である。小倉百人一首の中で一番長い名で、官名とはいえ、フィクションの名「あのくたら三びゃく三ぼだい」よりも長い。なお、20世紀中旬以降は通常「ほっしょうじにゅうどうさきのかんぱくだじょうだいじん」と発音する。
『鼻下長物語』は好評で:10、さまざまな派生作品が登場した:52。初代林屋正蔵も『御加増』という小咄を1833年に刊行した。全会話が早口言葉で『鼻下長物語』と似たストーリーだが、「法性寺入道前関白太政大臣」の名はない。

### 長命な名前を次々と提案させる笑話
落語本『無事志有意』（寛政10年〈1798年〉刊行）中の一話「雅名」（または「稚名」）は、めでたい名前を次々に要求するという笑話である。あらすじ：
主人公は、子供の幼名を非人に名づけしてもらうとよいと聞き、自分の子の名づけを非人に頼む。非人はいくつかの名を提案するが、依頼者は納得せず、「寿命の長い名がよい」とつけ加えた。非人はさらに「三浦の大助」、「浦島太郎は八千歳」、「東方朔は九千歳」と次々に提案してみるが依頼者はもっと長いのを要求してくる。しまいには「西の海へさらり」と提案した、というサゲ。
「三浦の大助百六つ」「浦島太郎が八千歳」「東方朔が九千歳」「西の海へさらり」は、いずれも年末の厄払い祈祷の決まり文句。ここでの「非人」とは、厄払いをして回る（門付）物乞い芸人のことである。厄払いの最後に唱える「西の海へさらり」とは「災いは西の海へ捨て去れ」という意味で、長寿とは無関係である。

### 怪談本『聞書雨夜友』
文化2年（1805年）刊行:696の怪談・奇談本『聞書雨夜友』（編集: 講釈師・作家である東随舎）の中に「一子に異名を付けて後悔せし話（）」がある。あらすじ：
ある者が自分の息子に珍しい長い名前をつけたいと考えた。知り合いの儒学者に相談したところ、儒学者はまず「百人一首にも『法性寺入道前関白太政大臣』などという長い名前がある」と教えた上で、「『大学朱熹章句子程子曰大学孔子之遺書而初学入徳之門兵衛（だいがくしゅきしょうくしていしのいわくだいがくはこうしのいしょにしてしょがくとくいるのもんひょうえ）様』がよかろう」と薦めた。ところが同席していた和歌の先生がこれを嘲笑し、「日本人なのだから漢文ではなく和歌にすべきだ」として「『ながきよのとをのねふりのみなめざめなみなみのりふねのをとのよしべい』がいい、これは年越しの枕に敷く宝船の絵に書いてある歌だからめでたい」と薦めた。こんどは儒学者がこれを嘲笑したため、和歌先生と儒学者が口論となった。依頼者は呆れて「めでたい名をつけてもらいたいのにお二人が喧嘩されては困る、名づけは自分でやる」と言い出して
敵々仁 敵須留御坊 蒼臨坊 惣高入道 播磨之別当 茶碗茶臼之 挽木之 飛与小助—『聞書雨夜友』（常用漢字、現代仮名遣いに書き換え）
と決めた。やがて子供は成長するが、ある日うっかり井戸に落ちた。家の人たちは助けようとしたが、いちいち長い名前を伝言したため時間がかかり、子供は「青ぶくれにふくれあがり」あえなくこの世を去った。
儒学者の提案した名は、四書五経について朱熹が書いた注釈書『四書集注』の一章『大学章句』の、表題「大学 朱熹章句」と導入部「子程子曰大学孔子之遺書而初学入徳之門也」。「なかきよの とおのねふりの みなめさめ なみのりふねの おとのよきかな」は、回文になっている和歌。本書に「てきてきに…」の由来や意味の説明はない。

### 落語『長名』
野口復堂（1864年頃生）という講演家が1927年に回想録の中で、書生時代に京都の寄席で落語家「梅香」の長名噺を聞いた、と述べている。
ある夫婦に息子が生まれ、神主に名前をつけてもらったが子供は早死にした。そこで、次の子供の名前は寺の和尚に頼んでつけてもらうことにして、『陀羅尼品（）』という仏経から取った「あにまにまにままね、しれしゃりて[…]」と名づけられた。夫婦は一生懸命この名前を覚え、隣の婆さんも練習する。やがてこの子供は学校に通い、先生や同級生がこの長い名前で迷惑する。ある時この子供が井戸に落ちて、長い名前が原因で救助が間に合わず「アダブダブダブ」と溺れてしまう、というサゲ。
復堂自身も後年1888年にインドへ出張した際に余興として、聞き覚えたこの長名噺を英語で披露した。つまりこの落語は1888年以前から存在したことになる。なお、この回想録はずっと後の1927年に出されたものである。
陀羅尼（）とは呪文のことで、梵語と意味不明な音が混じったものである。「陀羅尼品」は法華経の二十六番目の章の題名で、陀羅尼をいくつか含む。陀羅尼の語句や発音は著書によりばらつきがあるが、一例としては「あにまにまねままね、しれいしゃりてい[…]」。
1966年刊の『上方落語の歴史 改訂増補版』（著者 前田勇）は『長名の伜』・『長名』という演題を、狭義には「あにまにままに しゅりしゃびて[…]」の噺、広義には『寿限無』も含める、という二つの意味で使っている。「アダブダブダブと溺れる」というサゲは言及されていない。
3代目桂米朝によれば、『上方落語の歴史』に掲載された長い名前は米朝が提供したとのこと。また、同書は誤植が多いとして自著に訂正版を掲載した。そこでの子供の名前は
あにまにままに

しゅりしゃびて

たいへんれ

もくれもくたび

あいしゃび

しょみしゃび

しゃみだらに

あるきゃはしゃばしゃ

びしゃねびて

あななねびて

あたんだ

あれしゅれ

ふくれふくれ

はられはられ

そがさあさまさ

ぶったい びりき ちゅうて

だるまはれしゅて

しょきゃ ねぐしゃ

ねばしゃ ばしゃ

しゅうたい

万太郎—桂南天演、桂米朝筆記
前田勇（1908年生）:241および桂米朝（1925年生）は「あにまにままに…」が陀羅尼品であることを当初は知らなかった。一方3代目三遊亭金馬（1894年生）は、大阪の噺は名前の出典が『陀羅尼品』という設定で、子供が「だだぶ だぶだぶ」と溺れ死ぬサゲがあることは知っていたが、子供の名前は「寿限無寿限無」と書いている。
『長名』という演題の古い出現例は1917年の桂萬光公演の新聞記事だが、話の内容は不記載。
2代目立花家花橘が1910 - 1920年代:90に出したレコードは題名が『長名』だが、子供の名は「寿限無寿限無…」、サゲは「瘤がひっこんでしまいよった」である。
『寿限無』が「あにまにままに[…]」の噺と違う点は、『寿限無』では名前の個々の言葉の意味を丁寧に説明する場面が設けられていることである:187。「あにまにままに[…]」の上演は20世紀後半に廃れた:187。

## 『寿限無』の歴史

### 寿限無寿限無

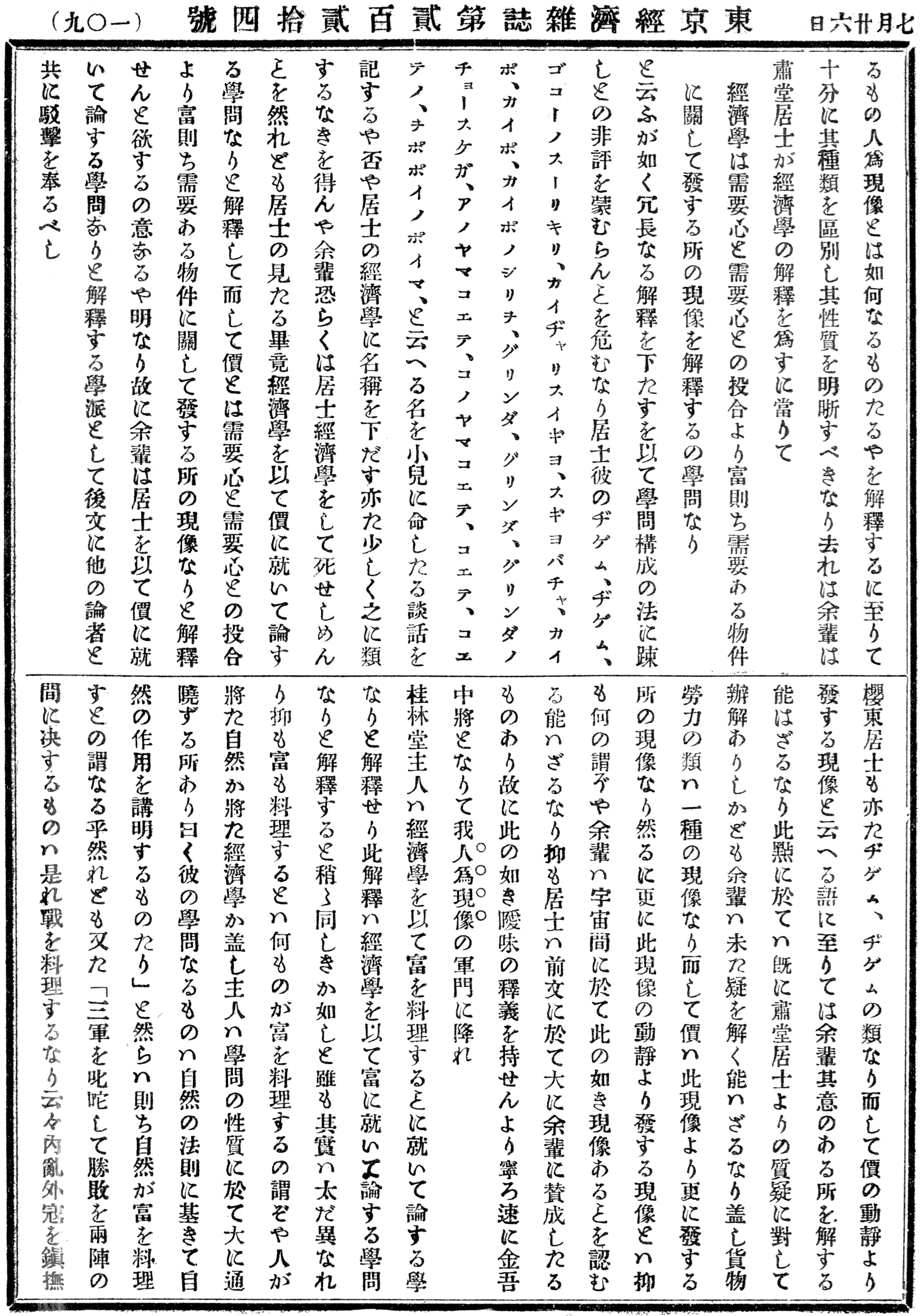
1884年の雑誌記事での「ヂゲムヂゲム」の名

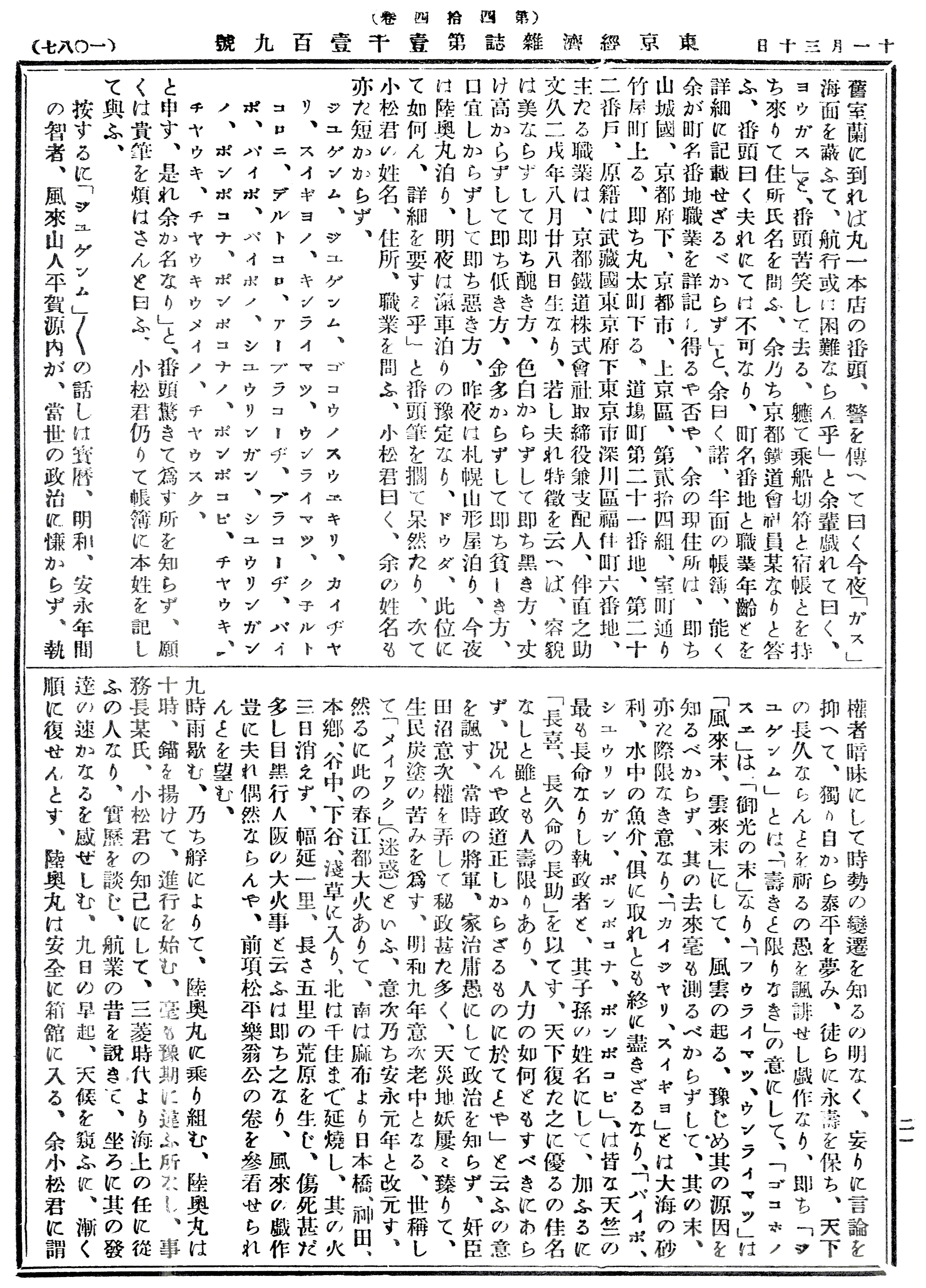
1901年の雑誌記事での「ジユゲンム ジユゲンム（壽限無）」の名

『寿限無』の噺は1884年以前に成立しており、さらに昔の19世紀中旬まで遡れる可能性がある。
1884年に雑誌『東京経済雑誌』の記事でフルネーム「ジゲムジゲム」が引用されている。記事自体は、経済学者田口卯吉による学術論説である。
1901年に再び東京経済雑誌にフルネームと意味が掲載された。筆者伴直之助は、『寿限無』の作者は風来山人すなわち平賀源内だと推測しているが具体的な証拠は挙げていない。
1912年の新聞に、当時89歳だった林家正童（五代目林家正蔵、1824年生）の伝記が掲載された。正童が18歳で二代目林家正蔵（通称「托善正蔵」、一説に1858年没:(第4回)）に入門して芸名「正橋」だった時代に、「寿限無寿限無（）」を稽古したという。この逸話が本当なら、『寿限無』は19世紀中旬には存在していたことになる。
興行の古い記録としては、1901年の新聞の興行予定欄に「落語寿限無（）…」という演目が見える。

### 『寿限無』全文記録
全文の古い記録としては、1910年代の録音および本が数点ある。
蝶花楼馬楽 (3代目)（1914年没）は『寿限無』のSPレコードを2種類出しているが、サゲが別々である。1911年頃発売のアメリカ・ビクター版は、サゲが「あんまり名前が長いもんだからこぶが治っちまったよ」で終わる。他方、1912年以前に発売されたアメリカン（日米蓄音器商会）版は、「こぶが治っちまった」の後に寿限無が井戸へ落ちるエピソードが続く。
馬楽は噺の中で、名前の出典は『神仏穴探し』という本だと説明していたという（レコードにはそのような文言はない）。3代目三遊亭金馬（1894年生）も、先輩落語家が『寿限無』で『神仏穴探し』という本を取り出したと記している:94。「穴探し」とは粗探しのことである。この本の実在を疑う者もあるが:94、少なくとも同題名の講釈は存在した形跡がある。ひとつは1824年頃の、講釈師 為永正助（為永春水の別名）と初代林屋正藏の連名による『神仏俗書穴さがし』の広告である。もうひとつは、1850年代の石川齋萬丸という噺家の滑稽談議『神仏穴さがし』が人気を博したという記録である。
書面での『寿限無』の全文記録としては、1912年発行の三遊亭福圓遊の口演筆記『滑稽百面相』、1916年の五代目麗々亭柳橋の口演筆記などがある。

| 寿限無 五光のすりきれず 貝砂利水魚の 水行末 風来末 クネル処にスム処 ヤーブラ柑子のブラ柑子 パイポパイポ パイポのシューリンガン シューリンガンのグーリンダイ グーリンダイのポンポコピー ポンポコナーの 長久命の長助 | じゅげむじゅげむ ごこうのすりきれず かいじゃりすいぎょの すいぎょうばつ ふうらいばつ くねるところにすむところ やーぶらこうじのぶらこうじ ぱいぽぱいぽ ぱいぽのしゅーりんがん しゅーりんがんのぐーりんだい ぐーりんだいのぽんぽこぴー ぽんぽこなーの ちょうきゅうめいのちょうすけ |
| —三遊亭福円遊（1912年）（現代仮名遣い・新字体化） | |

| 寿限無 御光の摺り切れ 海砂利水形 雲形鉢 風来鉢 喰う寝る所に住む所 噫吊柑子 貝布 の朱裏家 の倶林台 の文福男 に文福女 長久命の長助 | じげむじげむ ごこうのすうりきれ かいじゃりすいぎょう うんぎょうばち ふうらいばち くうねるところにすむところ ああぶらこうじぶらこうじ ぱいぷぱいぷ ぱいぷのしゅりけ しゅりけのくうりんだい くうりんだいのぷんぷくなあ ぷんぷくなあにぷんぷくぴい ちょうきゅうめいのちょうすけ |
| —麗々亭柳橋（1916年）（現代仮名遣い・新字体化）                                                                                  | |

### 「めでたい話」
『寿限無』は「めでたい話」である:57:85。また内容が無難なので正月のめでたい席や子供向けにも適した。たとえば1906年に保育所への正月慰問の演題に選ばれた。のちにラジオ放送でもめでたい演目として演じられた。

### 井戸で溺れるバージョン
古い類話の子供たち「あのくたら…」や「てきてきに…」は川や井戸で溺れてしまうが、対照的に『寿限無』では溺れる場面はない。1914年時点でも「（寿限無に殴られた子供の）こぶが引っ込んでしまった」というサゲが主流だった:215。しかし1914年刊『落語の落』によれば、子供が井戸に転落するバージョンもあった。子供が救出されて、父親が「おお、寿限無寿限無…」と呼びかけると医者が「コレコレまだお経には早うござる」と諫める、というサゲだったという。
いっぽう三代目三遊亭金馬は1959年の著書に、大阪では「寿限無寿限無」が「だだぶ だぶだぶ」と溺れ死ぬというサゲだと記している。「先日亡くなった三語楼」もこのサゲで演じていたという。:85。こちらのサゲは、「あにまにまにままね…」の野口復堂による描写と一致する。
寿限無が溺れるバージョンの全文記録としては、三代目蝶花楼馬楽の2種の録音のうちの一つがある。ただ、これは「長助さんが井戸へ落こった。大変だなどうもそいつは」だけで、結末もサゲもなく終わってしまう。
「めでたい話」である『寿限無』で人が溺れ死ぬことには、抵抗を感じる落語家もいる:85。越原富雄（作家 長尾豊〈1889年生〉）は、ストーリーによって名前の使い分けがあると推測した。例として、「三遊の圓六」は井戸落ち噺の主人公の名を『自我偈』から採用したという。『自我偈』（じがげ）は法華経の中の如来寿量品第十六の中の一節である。「あにまにまにままね…」と同じく、法華経から引用している。
後世の童話などであれば、寿限無が溺れるバージョンは存在する。たとえば1932年の小学生用副読本がある。

### 無量寿経説
寿限無の名は無量寿経が起源だとする説がある。無量寿経から文字を取るという設定は、例えば1929年の柳家つばめ版にある。しかし無量寿経に言及しないバージョンも、1910年代当時からあった。なお、実際の無量寿経に「寿限無」という語は無い。

### 民話起源説
『長い名の子』タイプの民話と落語『寿限無』は類話である。
日本の昔話（民話）の学術的な収集が始まったのは1910年代からで、これは書物の『欲からしづむ淵』や『一子に異名を付けて後悔せし話』よりも後である。
寿限無の出典は昔話集『聴耳草紙』かも知れないという説があった。『聴耳草紙』は岩手県の昔話集で1931年刊行。『長い名の子』話は三種掲載されている。そのうちの一話は著者佐々木喜善（1886年生）自身が幼少期の回想から復元したものだが、遡れるのはそこまでである。『聴耳草紙』掲載のバージョンが『長い名の子』話の起源だといえる理由は示されていない。

### マスメディアと子供向け
公共放送では内容に関する制約が厳しく、放送可能な落語の演目は限られていたが、『寿限無』は公共放送でも放送可能であった。。
1925年に日本の公共ラジオ放送が始まると:110、さっそく翌年1926年正月の放送番組に「落語 寿限無」が組まれた。演者は春風亭華柳である。同日付の新聞には解説とフルネーム「じげむじげむ[…]」・あらすじ・落ち「こぶがひっこんでしまった」が掲載されている。したがってラジオを持たない者でも概要を知ることができた。
ラジオ放送と同じ1926年に、雑誌『少年倶楽部』も「落語 寿限無」を掲載した。
1932年にラジオ放送受信契約の加入総数が百万件を超えた。同1932年に『子供の時間』枠で柳家権太楼による「寿限無」が放送され、同日新聞の番組紹介欄には寿限無のフルネームが掲載された。柳家権太楼は後に同番組名を冠した子供向け落語集も出版した。
『寿限無』は、寄席以外で出番が多い落語である。八代目林家正蔵（林家彦六、1895年 - 1982年）はホール落語でも演じた。子供向けの本も複数出ている。2006年時点の調査によれば『寿限無』は、当時の寄席での興行頻度と比べて、子供向けの落語の本での採用頻度が高かった。広辞苑（初版1955年）は、1991年刊の第4版から寿限無のフルネーム部分を掲載している。

### 教材化
早口言葉や『長い名の子』（『寿限無』含む）といった言葉遊びを言語教育の教材として活用しようという案は、20世紀初頭から提唱されてきた。
テレビ放送は、教育番組でも『寿限無』を採り上げている。なかでも2003年から、『にほんごであそぼ』で寿限無のフルネーム部分を放映して好評を得ている。この頃、全生徒に寿限無の名を暗唱させる小学校もあった。
2005年度（平成17年度）から小学校国語教科書2種が『寿限無』を掲載した。一部の教科書で紹介されている図書『落語絵本 じゅげむ』（1998年刊）では、一般的なストーリーとは逆に、寿限無の方が友達に殴られてこぶができる内容だった。

### 「夏休みになっちゃった」
「こぶが引っ込んでしまった」とは違う落ちとして、新入学の朝から寿限無の名前を呼んで起こしているうちに「夏休みになっちゃった」、というバージョンが1996年までに現れた。六代目三遊亭圓窓は、自分がこのサゲを考案したとしている。人の死や喧嘩の描写を避けたかったからだという。
2005年度版小学校国語教科書の一つや、NHKが2006年に放映した趣味講座で「夏休みになっちゃった」が採用されている。

## 派生
『寿限無』を元にした新作落語がいくつか存在する。三笑亭夢之助の『寿限無』『たらちね』を混ぜた『寿限垂（）』、4代目桂福團治の『大人になった寿限無』、三遊亭白鳥の『スーパー寿限無』。3代目三遊亭圓丈『新・寿限無』では遺伝子工学の先生が名付け親となる。他に笑福亭笑子の『新・寿限無』や林家つる子の『長い名前』がある。後者は国際色豊かな小学校のあるクラスが舞台で、外国人の児童たちがことごとく長い名前だったため全員の出席を取るだけで下校時刻になってしまう、という内容だった。

## 似た要素のある落語
- 金明竹 - 長い伝言[94]。
- たらちね (落語) - 名前の説明までを、長い名前の一部と勘違いするくだりがある[95]。鶴女の父の字は「五光」[95]:143。

## 『寿限無』に由来する事物
- 寿限無は安政江戸地震で死んだ[96]、そして113文字の巨大な墓石が建てられた、というバージョンがある。これは1956年頃に落語評論家安藤鶴夫が書いた派生作品である[97]。
- 1999年頃ジョークサイトに『寿限無の墓』と題して、主人公「鈴木寿限無」とその高さ33 mの墓の小話が掲示された[98]。
- お笑いコンビの「海砂利水魚」（現：くりぃむしちゅー）。
- 任天堂のテレビゲーム『スーパーマリオシリーズ』に登場する、ジュゲムやパイポ、シューリンガン（フーフーパックンやガボンが使うトゲつきの鉄球）、グーリンダイ（ジュゲムが投げ、パックンフラワーに変化する球）、ポコピーとポコナ（マリオストーリーに登場するジュゲム）。
- 藤子・F・不二雄の漫画『21エモン』の「久しぶりだね5エモンくん」というエピソードにジュゲム星のチョーキューメーという名前の宇宙人が登場する。ジュゲム星人は地球人と比較して長生きの種族で、チョーキューメーは江戸時代（劇中の時代から地球時間で約300年前）の地球（江戸）に来ていて、21エモンの先祖に世話になったことがある。
- 藤子・F・不二雄の漫画『モジャ公』の「自殺集団」というエピソードにジュゲム三番星フェニックスという星が登場する。2つの月がぶつかってくっつき一つになった時、シューリン効果が発生し、グーリンダイ線を放射し始めた。これによってカイジャリスイギョ現象が起き、フェニックス人は不老不死となった。一番若いフェニックス人は一万歳のパイポである。
- 空知英秋の漫画『銀魂』に登場するキャラクター・ビチグソ丸の本名（フルネーム）が「寿限無寿限無」で始まる192字の名前である[99]。
- メディアファクトリー刊行のゲーム雑誌『じゅげむ』（創刊時は「寿限夢」と漢字表記）。
- 平和のパチンコ機（羽根モノ）『寿限無』。
- 詰将棋の変種「フェアリー詰将棋」の一種「ばか詰め」中の1万手を超える作品『寿限無[100]』。
- 壽限無 - 酒米の品種[101]。
- マルマンH&Bが発売する禁煙グッズ「禁煙パイポ」[102]。
- 日本テレビの演芸番組『笑点』の大喜利で、この寿限無を題材にした問題が出されたことがある。内容は「寿限無が何をやってその結果どうなったか」を挙げる物だが、「寿限無の名前は必ずフルネームで言わなければならない」という決まりがあり、出演者の桂歌丸は最後に「圓楽さん、圓楽さん、こんな問題出さないでよ」とぼやいていた[103]。
- 島根県の印鑑店・永江印祥堂が、寿限無のフルネームを彫った印鑑「寿限無さん専用印鑑」を製作・販売している[104]。一文字あたりのサイズは1mm以下という緻密な設計で、完成までの所要時間は通常の印鑑の10倍とのことである。

### 『寿限無』に由来する楽曲
寿限無の嘆き（1960年、東芝レコード JP-1217）
作詞：池田豊和、作曲：和田昭治、歌：デューク・エイセスなど

じゅげむ（1974年、CBS・ソニー ELCB-11）
作詞：ガンバ一座、作曲：佐藤輝夫、歌：ガンバ一座

寿限無（1975年）
作詞・作曲：山田隆夫、歌：ずうとるび
アルバム『ずうとるびサード 恋があぶない』に収録。

あゝ寿限無（1980年、ビクター SV-7052）
作詞：まき克己、作曲：利根一郎、歌：神楽坂かおる

寿限無（1981年）
作曲：山下洋輔
楽曲ジャンルはジャズ

寿限無No.1!（1982年、日本コロムビア AH-286）
作詞：森雪之丞、作曲：芹澤廣明、歌：嘉門達夫

JUGEM（2004年）
作詞：古典落語・川崎敏郎、作曲・編曲：関川秀行、歌：大江戸台風族

ジュゲム〜こち亀バージョン（2004年）
作詞：古典落語・川崎敏郎 、作曲・編曲：関川秀行、歌：ラサール石井（名義：両津勘吉） and 大江戸台風族
テレビアニメ『こちら葛飾区亀有公園前派出所』エンディングテーマ

じゅげむじゅげむ（2006年）
作詞：古典落語・清水玲子（ピアニスト・十文字学園女子大学教授）、作曲：アントニン・ドヴォルザーク
「ユーモレスク」第7曲に歌詞を付けたもの。
アルバム『世界の名作 かえうた おぺれった〜かわいく・コミカル編〜』（2006年）をはじめ、『素読み&歌 流し聞きで覚えられる!九九&英語 ほか』（2022年）などに収録。

寿限無（2008年）
作詞・作曲：リピート山中、歌：桂雀三郎withまんぷくブラザーズ
シングル「反逆者のうた」に収録。

じゅげむじゅげむ
作詞：古典落語、作曲：おおたか静流
『にほんごであそぼ』より
アルバム『NHKにほんごであそぼ「百」〜たっぷりうたづくし』（2010年）に収録。

寿限無
作詞：古典落語、作曲：鶴澤清介
『にほんごであそぼ』より
アルバム『NHKにほんごであそぼ「百」〜たっぷりうたづくし』に収録。

ジュゲムシーケンサー（2010年）
作詞・作曲：ぼーかりおどP、歌：初音ミク
ゲーム『初音ミク Project DIVA Arcade』採用曲。

じゅげむ（2011年）
作詞：古典落語、作曲：中田佳彦、編曲：遠藤雅章、歌：渡辺かおり、たいらいさお、ひまわりキッズ
アルバム『うたって覚えよう! 九九のうた、県庁所在地』収録。

寿限夢（2011年）
作詞・作曲：野田洋次郎、歌：RADWIMPS
シングル「狭心症」に収録。『寿限無』そのものは歌詞に登場しない。

ニッポン笑顔百景（2012年）
作詞・作曲・編曲：前山田健一、歌：ももいろクローバーZ（名義：桃黒亭一門）
落語をテーマにしたテレビアニメ『じょしらく』エンディングテーマ。前奏に合わせて、メンバーが『寿限無』を披露している。

JUGEMU（2014年）
作詞・作曲：一聖、歌：BugLug

たのしい日本語（2015年）
作詞・作曲：マジョリカ・マジョルカ・マジカル☆ひもり、歌：Jin-Machine
歌詞に寿限無のフルネームが登場する。

じゅげむげーむ（2017年）
作詞：奥村健一、作曲：ルートヴィヒ・ヴァン・ベートーヴェン、編曲：塩川満己、歌：ももなお姉さん
「交響曲第5番（運命）」に歌詞を付けたもの。アルバム『天才おばかクラシック その1』収録。

寿限無（2017年）
作詞：古典落語・奇妙礼太郎、作曲：奇妙礼太郎、歌：天才バンド
アルバム『ロミオとジュリエット』収録。

### 日本以外
- 韓国・文化放送（MBC）で1969年から1985年に渡って放映されたTVコメディ番組『ウスミョン・ボギワヨ』（웃으면 복이와요）では、オープニングでコメディアンのク・ボンソが「김수한무 거북이와 두루미 삼천갑자 동방삭…」（キム・スハンム ゴブギワ ドゥルミ サムチョンガプチャ ドンバンサク…）[118]で始まるハングル72文字[119]の長い名前を唱えて人気を博した[120]。この名はク・ボンソが『寿限無』など日本の文献から組み合わせて作ったものである（「スハンム」は「寿限無」の朝鮮漢字音読み）[120]。このフレーズは2010年の韓流ドラマ『シークレット・ガーデン』でも呪文として使われた[121]。

### F:『寿限無』全文
1. 1 2 3 4 5 6 7 8 9 10 11 12 13  “落語「じゅげむ」あらすじ一覧”. NHK for School. おはなしのくにクラシック.  日本放送協会. 2022年6月24日閲覧。（scene 01テロップ:「柳家花緑」）
2. 1 2 3 4 5 6 7 8 9 10  三遊亭福円遊「寿限無」『滑稽百面相』三芳屋、1912年6月7日、57-65頁。doi:10.11501/891285。NDLJP:891285。
  - 本文題名のふりがなは「じゆげんむ」だが本文内では「じゆげむ」となっている。
  - p57：イントロ「お目出度お話を申上げます」
  -  ウィキソースには、寿限無の原文があります。
3. 1 2 3  川端, 誠『落語絵本 じゅげむ』クレヨンハウス、1998年4月1日。ISBN 490637980X。 (本書はページ番号無い)
  - 本書は一部の小学校国語科教科書で紹介されている(東京都立図書館 2012)。
  - 巻末筆者あとがきの概要:「やあぶらこうじのやぶこうじ」ではなくて「やあぶらこうじのぶらこうじ」が正しいのでは、という指摘を受ける。しかし落語では両方の例があり、どちらでもよいと考える。絵本向けとしては「やぶこうじ」という植物名を明示するために「やあぶらこうじのやぶこうじ」を選定した。
4. 1 2  柳家つばめ「寿限無」『落語全集』 中、大日本雄弁会講談社、1929年、529-545頁。 NCID BN06711244。OCLC 1183263853。「p538:無量壽経などといふ、経文の中の文字では何うぢゃな」（昭和4年）
  - 再刻版：柳家つばめ「寿限無」『落語全集』 2 竹の巻（第3版）、大日本雄弁会講談社、東京、1954年10月25日（原著1929年）、216-229頁。 NCID BN06923730。OCLC 835755535。NDLJP:1662341。(要登録)（昭和29年）
5. 1 2  三遊亭円窓「寿限無」『おもしろ落語図書館 その1』大日本図書、東京、1996年3月10日、20頁。ISBN 4-477-00645-4。
  - pp9-20:『寿限無』
    - p9: 和尚「沢善」
    - p12:「無量寿経」
    - p20:「夏休みになっちゃったぁ!」
6. 1 2  「もっと読みたい - 寿限無（落語） 三遊亭円窓」『ひろがる言葉 小学国語4 下』（2005年）教育出版、東京、2004年2月10日、124頁。ISBN 4-316-20025-9。 NCID BA71719886。 小学校国語教科書
7. ↑  二代目立花家花橘. 長名 (レコード録音). オリエントレコード. Nipponophone. A2411,A2412.（東京文化財研究所蔵）
  - レーベル：落語 長名 大阪 立花家花橘
  - 音声: 両面盤1枚。A面3分22秒、B面3分53秒
    - 出だし：「へい、さて。あいかわらずお笑いを申し上げます」「先生こんにちは。うちのカカがこせがれへりだしましてな」
    - 先生が命名の説明をする際には「ごこうのすりきれん」だが、父母友人が唱えるフルネームでは「ごこうのすりきれ」。
    - 子のフルネーム（6回中1回目）:「じゅげむじゅげむ ごこうのすりきれ かいじゃりすいぎょのすいぎょうばつ うんぎょうばつ ふうらいばつ くうねるところにすむところ やーぶらこうじ ぶらこうじ パイポパイポ パイポのシューリンガン シューリンガンのグーリンダイ ポンポコピーのポンポコナーの 長久命の長助」
    - 末尾（サゲ）：「あんまり名が長いさかい、こぶがひっこんでしまいよったやぁ」

  - 本盤は、1929発売の日本ビクター版『寿限無』両面盤2枚組（合計約13分）とは別テイク。
8. 1 2  三代目蝶花楼馬楽 (2006) [1911]. （録音）貴限無（一般名称『寿限無』）. 昭和戦前面白落語全集 東京篇. Vol. 東京篇 特別盤（16）. エニー. ISBN 9784901708968. ANOC 7027.
  - 音声（付録CD-ROM）：
    - 出だし：「いるかい？」「お前さんお帰りかい」「今かえって来たい」
    - フルネーム4回中の1回目：「じゅげむじゅげむ、ごこのすりきれ、かいじゃりすいぎょの、すいぎょうばつ、うんぎょうばつ、ふうらいばつ、うーねるところにすむところ、やーぶらこうじのぶらこうじ、パイポパイポパイポのシューリンガン、シューリンガンのグーリンダイ、グーリンダイのポンポコナー、ポンポコピーの、ちょうきゅうめいのちょうすけ」
    - 末尾：「おじさん、あんまり名前が長いもんだからね、こぶが治っちまったよ」「たいへんにおめでたいお話。終わります」
9. 1 2 3  「壽限無 日蓄二〇九八 東京 蝶花樓馬樂」『日本蓄音器文句全集』（大正二年版）日本蓄音器文句全集発行所、1913年12月12日、460-462頁。NDLJP:1907049, 全国書誌番号:86090057。(要登録)
  - pp460-462
    - 「壽限無」のふりがなは「しけむ」や「じけむ」と書いてある。
    - 先頭：「ヱー極御目出度い話を一席お聴きに入れます」「御前さん御帰りかえ」「ウ、今かえって来たい」
    - 名前6回中の1回目：「壽限無（）壽限無ゴコノフーリキレイ カイガルツンギヨノ ツンギヨバツ ウンギヨバツ フーライバツ スメルトコロスムトコロニ アーブラコーヂブラコーヂ パイポパイポパイポノ チーリンガイ チーリンガイノ フーリンライ フーリンライノ ポンポコナ ポンポコチーノ 長久命の長助」
    - 途中：「名が長いもんだからこぶが治っちまった」「馬鹿馬鹿しい話があるもんで、さー井戸でもおっこちりゃーさわぎだどうも」
    - 末尾：「井戸へおっこった大変だなどうもそいつは」

  - 本書の複製版: 「壽限無 日蓄二〇九八 東京 蝶花樓馬樂」『大正期SP盤レコード 芸能・歌詞・ことば全記録』 第1巻、大空社、1996年10月26日（原著1913年）、460-462頁。ISBN 4756803202。
10. ↑  小島, 貞二 編「寿限無 かいせつ」『落語名作全集』 4巻、立風書房、1968年1月10日、18-19頁。doi:10.11501/1668192。 NCID BN11523833。NDLJP:1668192。(要登録)
  - p4：九代目桂文治の略歴
  - pp5-18：桂文治『寿限無』本文
  - pp18-20：かいせつ
    - pp18-19「ウンとかわっているのに、こういうのがある。『寿限無寿限無、御光の摺れ切れ、海砂利水形、雲形鉢、[…]』[…]これが[…]関東大震災の折り被災死した五代目麗々亭柳橋の『寿限無』である。」
11. 1 2  麗々亭柳橋「寿限無」『落語名人会』日吉堂書店、東京、1916年10月19日、366-385頁。doi:10.11501/908437。NDLJP:908437。(要登録)
  - ふりがな (p383): じげむ、じげむ、ごこうのすうりきれ、かいじやり、すゐぎよう、うんぎよばち、ふうらいばち、くふねるところにすむところ、ああぶらこうじぶらこうじ、ぱいぷ、ぱいぷぱいぷのしゆりけ、しゆりけのくうりんだい、くうりんだいのぷんぷくなあ、ぷんぷくなあにぷんぷくぴい、ちやうきうめいのちやうすけ
  - 文字 (p383)：壽限無、壽限無、御光の摺切れ、海砂利水形、雲形鉢、風來鉢、喰ふ寝る所に住む所、噫吊柑子吊柑子、貝布、貝布、貝布の朱裏家、朱裏家の倶林臺、倶林臺の文福男、文福男に文福女、長久命の長助
  - p385：「いつやらこぶも引っ込んでしまったんだよ」
  - 「おめでたい話」のようなイントロやアウトロはない。
12. ↑  「第5年第2号（大正7年2月1日発行）『玉輔の「壽限無」』」『復刻版 演芸画報』 第7回配本（大正篇第33-38巻）、不二出版、1988年7月25日、号内pp135-137。 NCID AN10068686。（書籍扱）NCID BA60290580 全国書誌番号:00030022。
  - 原書書誌：森の舎主人「玉輔の『壽限無』」『演芸画報』第5巻第2号、演芸倶楽部、東京、1918年2月1日、135-137頁、NCID AN00271184 全国書誌番号:00032148。
  - 依頼先:隠居。サゲ：「こぶがひッこんじまったんだ！」。
13. ↑  千葉, 省三、清左, 中山 編「長い名」『小学童話新読本 5年生』日本図書、1932年1月1日、157-163頁。doi:10.11501/1717920。NDLJP:1717920。
14. ↑  呑気屋気楽「落語 寿限無」『少年倶楽部』第13巻、大日本雄辯會、東京、1926年6月1日、OCLC 6083714、NCID AA11256668。（大正15年。原綴『落語 壽限無』呑氣屋氣樂。宮尾しげを画。大日本雄辯會は後の講談社）
  - p112：依頼先:隠居。p115：サゲは「こぶが引っ込んでしまった」。
15. ↑  柳家権太楼「長い名前」『子供の時間 新作お伽落語集』大道書房、1941年12月15日、83-90頁。NDLJP:1873670/50。
16. ↑  森真由美『落語を利用した日本語教育の研究』 金城学院大学〈博士（文学） 甲第66号〉、2018年、47頁。 NAID 500001082993。
  - p43 本論文の参照元書誌: NHK (17 August 2007) [2006]. NHK趣味悠々「落語をもっとたのしもう」 上巻・落語「寿限無」に挑戦!. DVD. ポニーキャニオン. PCBE-51649.

### 他の出典
1. 1 2  稲田, 浩二, ed (1998-03-31). “857 長い名の子”. 日本昔話通観 研究編2 日本昔話と古典. 同朋舎. pp. 604-605. ISBN 4810424901
2. 1 2   日本芸術文化振興会: “お寺噺『寿限無』”. 文化デジタルライブラリー.   文化庁. 2022年2月19日閲覧。
3. 1 2  綿谷, 雪『言語遊戯の系譜』青蛙房、2015年3月25日（原著1964年）、167頁。ISBN 978-4790504313。
  - pp51-59 1章7節 科白の影響と戯作の追随: 二代目市川團十郎の『外郎売の科白』に影響されて出たのが『鼻下長物語』。その踏襲作が『相州小田原相談』、『日本一癡鑑』（痴鑑）、『どうげ物語』（道外物語）。
  - p60: 江戸時代前半の早口言葉は、『外郎売の科白』か本調子端唄『こんきょうじ』のどちらかに入っていることが多い。
  - p122:「法性寺の入道…」は「もっとも著名な早口言葉の一つで、敬称と卑称の交叉に陥穽がある」
  - p123: 法性寺を題材とした古川柳10句、その他
  - pp166-173 1章16節 長い名
    - p169: 寿限無からの転訛の例「じげもじげも」（丹後）、「ぽんぴきぴい」（富山）

  - pp393-395（追記）: 法性寺を題材とした雑俳等24句
  - p394: 徳川家康は「肩書の正称を、征夷大将軍右大臣淳和弉学院別当源氏長者と称した」
  - オンラインで見られる本書の旧版（ただし大幅改訂されている）:
    - 綿谷, 雪「13. 長い名」『ことばの民俗学』都書房、1942年10月30日、96-101頁。doi:10.11501/1126273。 NCID BN12724182。NDLJP:1126273 全国書誌番号:46024170。(要登録)
4. 1 2 3 4  新村出 編「じゅげむ【寿限無】」『広辞苑』（4版第2刷）岩波書店、1992年11月17日（原著4版第1刷1991-11-15）、1230頁。ISBN 4-00-080103-1。
  - 「やぶら小路ぶら小路（藪柑子とも）」
5. 1 2 3  川戸貞吉「寿限無」『落語大百科』 2巻、冬青社、東京、2001年7月1日、373-374頁。ISBN 4924725714。 NCID BA50062127。
6. ↑  “番組総合FAQ Q:番組で紹介される「じゅげむ」は私の知っている「寿限無」と少し違うのですが”. KIDS WORLD.   NHK (2004年4月5日). 2004年4月6日時点のオリジナルよりアーカイブ。2022年2月19日閲覧。
7. ↑  『はかりきれない世界の単位』株式会社創元社、2017年6月20日、23頁。
8. 1 2 3 4 5 6 7 8 9  三遊亭金馬『浮世だんご』（新書版）つり人社、1993年9月（原著1959年）、79-87頁。ISBN 978-4885362217。（URLはGoogle Books）
  - 原書: 三遊亭金馬『浮世断語』有信堂、東京、1959年5月25日、105-114頁。の再刻版。
  - Google Books版 p94「神仏穴深し（さがし）」は原書（1959）p111「神仏穴探し」を誤写。
  - p84: 先輩噺家が寿限無を演じた際に『神仏穴探し』という本を横から取り出したと記している（演技か現物か不明）。
  - p85概要: 大阪の噺では寿限無が井戸に落ち、しまいには和尚が読経の節で「寿限無寿限無」と呼ぶ。寿限無は「だだぶ だぶだぶ」と溺れ死ぬ。「先日亡くなった三語楼さん」もこの落ちで演っていた。
9. ↑  東大落語会 編「寿限無」『増補 落語事典』（改訂版 増補版）青蛙房、東京、1994年9月30日、240頁。ISBN 9784790505761。 NCID BN13922410。
  - 『寿限無』の掲載速記本は3点挙げている:
    - 『落語全集』全3巻 金園社 昭和29年12月。これは今村信雄『落語選集』全6巻 楽々社 昭和27年の再編であるとしている。
    - 『落語全集』全3巻 講談社 昭和4年10月。
    - 『林家正蔵集』全3巻 青蛙房 八代目林屋正藏。
10. 1 2 3  海賀変哲 編「寿限無」『落語の落』三芳屋書店、東京、1914年11月22日、148頁。doi:10.11501/906094。NDLJP:906094。
11. ↑   東京都立中央図書館: “古典落語の「寿限無」に出てくる「海砂利水魚」の読みは「かいじゃりすいぎょ」と思っていたが「かいざりすいぎょ」とも読むのか”. レファレンス協同データベース.   国立国会図書館 (2020年4月17日). 2022年2月17日閲覧。
12. ↑  「野老」『精選版 日本国語大辞典（小学館）』。コトバンクより2021年12月9日閲覧。
13. 1 2 3 4  翻刻版: 米沢彦八 著「軽口御前男 巻之二 欲からしづむ淵」、小高, 敏郎 編『江戸笑話集』 100巻、岩波書店、東京〈日本古典文学大系〉、1966年7月5日（原著1703年）、313頁。
  - p33:『軽口御前男』は元禄16年に大阪で刊行
14. ↑  テキスト版: “6巻 軽口御前男”. 噺本大系本文データベース.  国文学研究資料館. 2021年12月12日閲覧。
15. ↑  「如是我聞」『精選版 日本国語大辞典（小学館）』。コトバンクより2022年1月11日閲覧。
16. ↑  「阿耨多羅三藐三菩提」『精選版 日本国語大辞典（小学館）』。コトバンクより2022年1月11日閲覧。
17. ↑  「[…]さみゃくさぼたい」と発音する例もある:岡西惟中『続無名抄』愚常、大阪、1680年、下巻13裏（画像76面右）。doi:10.20730/100190457。2022年2月16日閲覧。（延宝8年刊）
18. ↑  別題・読み仮名: “形容化景唇動 鼻下長物語”. 新日本古典籍総合データベース.   国文学研究資料館. 2022年6月14日閲覧。 “形容化景唇動 鼻下長物語 （けいようけしてかげくちびるをうごかす はなのしたながものがたり）”
19. ↑  芝全交『鼻下長物語』つるや、1792年。NDLJP:9892722。（寛政4年出版）
20. 1 2 3  翻刻版: 芝全交 著「鼻下長物語」、武笠三、塚本哲三 編『黄表紙十種』有朋堂、東京、1935年8月14日（原著1914年）、173-204頁。NDLJP:1232603。
  - p1 緒言 黄表紙本の概説
  - p3 緒言『当たり作二十三部』とは
  - pp9-10 解題 鼻下長物語: 寛政4年板。本作は黄表紙のヒット作一覧『当たり作二十三部』にエントリーされている。築地善好作の『小田原相談』は本作の続編的な作品。
  - pp173-204 芝全交『鼻下長物語』本文、翻刻
    - p176:「ほうしやうじの入道さきのくわんばく大じやう大臣」

  - p298 式亭三馬『稗史億説年代記』巻末付録『当たり作二十三部』
21. 1 2  新村, 出「76」『鑑賞 小倉百人一首』（2版）洛文社、1964年11月30日、93頁。doi:10.11501/1347242。NDLJP:1347242/50。
22. ↑  林屋正蔵「御加増」『落噺笑富林』永寿堂西村屋与八、1833年、画像7面-8面頁。NDLJP:9893356。
23. ↑  翻刻版: 林屋正蔵 著「笑ふ林 御加増」、幸田露伴 編『笑談五種』富山房〈袖珍名著文庫 第38編〉、1910年8月11日、71-75頁。NDLJP:891336。
24. ↑  テキスト翻刻: 林屋正蔵. “御加増”. 咄本大系本文データベース. 16巻 落噺笑富林.   国文学研究資料館. pp. 24-26. 2022年4月2日閲覧。 p25p26
25. ↑  笹川, 種郎「解題 落噺無事志有意」『近代日本文学大系』 22巻、国民図書、1928年5月28日、25頁。doi:10.11501/1184601。NDLJP:1184601/28。
26. ↑  坂彦 著「雅名」、立川談洲楼焉馬 編『落咄無事志有意（落噺無事志有意（ぶじしうい））』1798年、画像35面頁。（寛政10年刊。烏亭焉馬撰）
  - 翻刻：坂彦「落噺無事志有意 - 稚名」『近代日本文学大系』 22巻、国民図書、1928年5月28日、1070頁。doi:10.11501/1184601。NDLJP:1184601/564。
  - テキスト翻刻：坂彦. “稚名”. 咄本大系本文データベース. 13巻 無事志有意.   国文学研究資料館. pp. 192-193. 2022年4月2日閲覧。 p193
27. ↑  喜多村信節 著「厄拂、東方朔」、日本随筆大成編輯部 編『嬉遊笑覧』 下（5版）、成光館出版部、1927年5月20日（原著1830（文政3）年頃）、239-240頁。doi:10.11501/1123104。NDLJP:1123104/138。
  - 「鶴は千年、亀は万年」「東方朔は九千歳」「三浦大介百六ツ」「西の海へさらり」
28. ↑  近松門左衛門「雪女五枚羽子板 - 初春厄はらひ」『近松時代浄瑠璃』博文館、1896年8月20日（原著1705（宝永2）年）、953頁。doi:10.11501/1883014。NDLJP:1883014/487。
  - p953：「鶴は千年、亀は万年」「浦島太郎が八千歳」「東方朔が九千歳」「西の海へさらりさらり、さっさこきょう」
  - p7：雪女五枚羽子板 宝永二年七月
29. ↑  中根, 淑「50 厄拂ひ」『歌謡字数考』大日本図書、1908年6月20日、237頁。doi:10.11501/992531。NDLJP:992531/129。
30. ↑  佐藤鶴吉 編「西の海へさらり」『元禄文学辞典』（pdf）新潮社、1908年、461頁。オリジナルの2016年3月5日時点におけるアーカイブ。2022年4月2日閲覧。（岡島, 昭浩. “大阪大学 岡島昭浩 語彙研究のページ”. 2022年4月13日時点のオリジナルよりアーカイブ。2022年4月2日閲覧。内）
31. 1 2  翻刻:二流間主東随舎 著「聞書雨夜友（ききがきあまよのとも） - 一子に異名を付けて後悔せし話」、近藤瑞木 編『初期江戸読本怪談集』国書刊行会〈江戸怪異綺想文芸大系〉、2000年10月30日（原著1805年）、654-657頁。ISBN 978-4-336-04271-2。
  - pp611-671『聞書雨夜友』翻刻 : 内pp654-657:『一子に異名を付けて後悔せし話』
  - p683 解題 総説:『聞書雨夜友』は初期江戸読本（よみほん）というジャンルの本。
  - pp696-698『聞書雨夜友』の解題: 作者である東随舎は江戸の浪人栗原幸十郎であり、別名栗原忠雄、青雲軒および松壽館老人も彼の別名としている。
32. 1 2  松壽館老人 著「一子に異名を付けて後悔せし話」、青雲軒主人 編『聞書雨夜友』 4巻、瑶池堂、江戸、1805年、画像全96面中72面から78面頁。doi:10.20730/100052278。2021年12月30日閲覧。（文化2年刊）（副題「古今奇談 聞書雨夜友」）
  - 6面: ふりがな「ききかきあまよのとも」「二流間主東随舎 著」
  - 目次での題名: 「一子異名ヲ付後悔成話（）」、本文前の題名: 「一子に異名を付けて後悔せし話」
  - 76面（原文の漢字・仮名遣いのままで引用）:

| 敵々仁 敵須畄 御坊 蒼臨坊 惣高入道 播广之別當 茶碗茶臼之 挽木之 飛与小助 | てきてきに てきする おんぼう そうりんほう そうたかにうとう はりまのべつとう ちやわんちやうすの ひききの ひよこすけ |
  - 77-78面「評曰」:本書の編集者による評。分不相応なことをしてはいけないという説教。
33. ↑  朱熹「大学」（中国語）『四書集註』 1巻、勝村治右衞門、京都、1766年（原著1189年）、画像6面目。doi:10.11501/2583035。NDLJP:2583035/6。（原著:淳熙己酉、本版:明和3年刊）
34. ↑  「宝船」『精選版 日本国語大辞典（小学館）』。コトバンクより2022年1月11日閲覧。
35. ↑  読み:のぐちふくどう “野口, 復堂”. 国立国会図書館典拠データ検索・提供サービス. 2021年12月9日閲覧。
36. ↑  佐藤, 哲朗『大アジア思想活劇』サンガ、2008年9月25日、187頁。ISBN 978-4901679954。
  - 野口復堂について
    - pp57-60：野口復堂は元治元年（1864-1865年）生 - 没年不明。旧姓:貫名、本名:野口善四郎。英語教師、仏教系団体役員、教育講談師。
    - p135：野口復堂は明治21年（1888年）9月9日神戸からインドへ出発。p203:明治22年（1889年）2月9日日本に帰国。
    - pp178-179：野口復堂がインドで長名話。
    - pp183-184：著者が「新京極六角橋の笑福亭」および「梅香」という高座名の実在を確認できた。
    - p190：野口復堂はインドで長名話を披露した話を、日本へ帰国後に頻繁に語った。

  - web版：佐藤, 哲朗. “第十二章 野口復堂の印度旅行～マドラス寄席 長名話～”. 大アジア思想活劇@BODDO. 2007年1月16日時点のオリジナルよりアーカイブ。2021年12月9日閲覧。
37. 1 2 3 4  野口復堂「四十年前の印度旅行」『日印協会会報』第42号、1927年11月18日、95-96頁、国立国会図書館書誌ID:000008858223。
  - 本旅行記は、野口がインドの「霊智学会」（神智学協会）大会への出席と会長の日本招聘のために出張した話を1927年に回想して寄稿したもの。旅行記全文はpp71-102。
    - p72：「明治21年9月9日」神戸出発。
    - pp95-96：長名話
    - p95：「新京極六角橋の笑福亭」
    - p95:「梅香と云ふ落語家のやった話」何代目かは不記載。
    - p95：野口は「この長名話」という表現をしており、落語の題名かどうか曖昧。
    - p96：長名話中に学校のエピソードあり。「此子が学校へ上ることとなり、先生や同級生がこの長名に煩はさるる大滑稽があって[…]」。
    - p96：「井戸中で『アダブダブダブ』と落ちになるのであるが、陀羅尼品を知って居る者はよいが、知らない者には興味が薄いから[…]」。
    - p101：「明治22年もマドラスで暮れ、明けて日本国会開設の23年の正月1日を同地で迎へ、[…]同月10日[…]マドラス港を」出発して帰路。日本帰着日不記。
38. ↑  野口1927の誤謬を改訂して再掲: 復堂 野口善四郎「四十二年前の印度旅行」『大鼎呂』二酉社 二酉名著刊行会、東京、1930年1月4日、68-70頁。NDLJP:1151509。（本書は通しページ番号なし。旅行記内での全文はpp1-88）
  -     - p4：「明治21年9月9日」神戸出発。
    - pp68-70：長名話
    - p68：「梅香（）」
    - p84：明治22年もマドラスで暮れ、明けて日本国会開設の前年の正月1日を同地で迎へ、[…]同月10日[…]マドラス港を」出発して帰路。p88:神戸上陸。「明治22年2月11日帝国憲法発布の公古の式日であった」。
39. ↑  「陀羅尼」『精選版 日本国語大辞典（小学館）』。コトバンクより2021年12月9日閲覧。
40. ↑  「陀羅尼品」『精選版 日本国語大辞典（小学館）』。コトバンクより2021年12月9日閲覧。
41. ↑  “妙法蓮華經 (No. 0262 鳩摩羅什譯) 陀羅尼品第二十六”. SAT大正新脩大藏經テキストデータベース. 2021年12月14日閲覧。
42. ↑  台巌「10 妙法蓮華経陀羅尼品第二十六」『法華経要品和訓 : 首書和註画入』村上勘兵衛、京都、1879年8月、74丁表面-75丁表面頁。NDLJP:818231/86。
あに まに まね ままね

しれい しやりてい

しやみや しやびたゐ

せんてい

もくてい もたが しやび

あゐしやび

さうび しやび

しやえい あしやえい

あぎに せんてい

しやび だらに

あろきやばさい

むしやびしやに

ねびてい

あべんたらねびてい

あたんだ

はれいしやだい

うくうれい むくうれい

あられい はられい

しゆぎやし

あさんまさんび

ぶつだびきりぢつてい

だるまはりしてい

そうぎやねくしやねい

ばしやばしや

しゆだい

まんたら
43. 1 2  前田, 勇「長名の伜」『上方落語の歴史 改訂増補版』杉本書店、大阪、1966年10月1日、240-241頁。doi:10.11501/2516101。 NCID BN10625022。NDLJP:2516101 全国書誌番号:68002621。(要登録)
  - p27「三、大阪落語の祖、米沢彦八」内: 「現行『寿限無』は、[（中略）]『欲からしづむ淵』[（中略）]を作り変えたものに相違ない」
  - 上方落語の演題とサゲ
    - p108：各演目の上方・東京間の移植説については「一応上方の先人の説に従っているが」要考証としている。
    - pp195-196 寿限無：同一素材の東京落語『寿限無』
      - サゲ (1)「あんまり名が長いので、こぶが治ってしもた」： (2)「オイオイ、お経にはまだ早い」
      - 筋の記述なし
      - p195：寿限無は立花家花橘が東京から上方へ移入したとの伝聞、さらにその東京の寿限無は上方落語の改作との伝聞。

    - pp240-241 長名（）、長名の伜（）：別名 長名、寿限無。同一素材の東京落語『寿限無』
      - 「筋もサゲも寿限無に同じ（但サゲ二様あり）」
      - 「倅の長い名を『あにまにままに、しゅりしゃびて[…]』（梵語なるべしというも未詳）という」
      - 筋の記述なし

  - 記載以外の補足：
    - 長い名前の文言は、1958年版『上方落語の歴史』から改訂した1966年版『上方演芸辞典』p323:寿限無、pp451-452:長名の伜（前田, 勇「長名の伜」『上方演芸辞典』東京堂出版、東京、1966年7月10日、451-452頁。doi:10.11501/2510326。NDLJP:2510326 全国書誌番号:66007277。(要登録)）に対して、さらに数か所修正している。

  - 本書は同書名の、前田, 勇「長名の伜」『上方落語の歴史』杉本書店、大阪、1958年11月20日、215-216頁。doi:10.11501/2487140。 NCID BN10999871。NDLJP:2487140 全国書誌番号:59000807。(要登録)の大幅改訂版。旧版の記述:
    - p184 寿限無：「『長名の倅』に同じ」
    - pp215-216 長名（）、長名の伜（）: 別名 長名、寿限無。同一素材の東京落語『寿限無』
      - サゲ (1)「オイオイ、お経にはまだ早い」： (2)「あんまり名が長いので、瘤が治ってしもた」
      - p215：東京の寿限無は上方落語の改作である。
      - p216：寿限無は立花家花橘が東京から上方へ移入したとの伝聞。
      - 「倅の長い名も上方のは元来[（中略）]『あにまにままに、しゅりしゃびて[…]』というのであった由」との伝聞。
44. 1 2 3 4  桂米朝「長名について」『上方落語ノート第二集』岩波書店、2020年4月16日（原著1985年）、186-187頁。ISBN 9784006023201。
  - 本書は1985年刊『続・上方落語ノート』の再刻。
  - pp186-187 長名について：戦後これを覚えていたのは桂南天と桂文吾だった。
    - p187：桂南天バージョン掲載し、桂文吾説での差異箇所を付記。
    - 筋およびサゲの記述なし
45. ↑  “前田, 勇, 1908-1972”. 国立国会図書館典拠データ検索・提供サービス. 2022年6月23日閲覧。
46. ↑  “桂, 米朝 3世, 1925-2015”. 国立国会図書館典拠データ検索・提供サービス. 2022年4月25日閲覧。
47. ↑  桂米朝「『長名』の原典」『上方落語ノート第四集』岩波書店、2020年7月14日（原著1998年）、55-58頁。ISBN 9784006023225。
  - pp55-58「『長名』の原典」：米朝が『続・上方落語ノート』で「長名」について書いた記事に対して、ある人から「『陀羅尼品』にそっくり」との指摘を受けた。
48. 1 2  “三遊亭, 金馬 3代目, 1894-1964”. 国立国会図書館典拠データ検索・提供サービス. 2022年2月23日閲覧。
49. ↑  「有楽座上方会 六日の演題」『東京朝日新聞 朝刊』1917年5月6日、7面。「長名（萬光）」（大正6年）
50. 1 2  都家歌六『落語レコード八十年史』 上巻、国書刊行会、東京、1987年11月30日、54-56頁。
  - p54：米国ビクターのレコードは明治41年に日本に初輸入された。
    - p56：明治末期から大正初期にかけての米国ビクター両面盤の一覧中に、「三代目蝶花楼馬楽 50044 長屋花見/寿限無」

  - pp69-70：日米蓄音器製造は明治42年から国産レコードを発売した。明治43年に日本蓄音器商会に社名変更。当時のレーベルは「アメリカン」など5種類。大正4年にすべて両面盤となった。
    - p72：日米蓄音器商会・日本蓄音器商会 片面盤「三代目蝶花楼馬楽 長屋の花見 2097, 寿限無 2098」

  - p83：「駱駝印オリエント」ブランドには2系統ある: 京都の東洋蓄音器株式会社系（大正1年（1912年）から大正6年（1917年））と、京都の東洋蓄音器合資会社系（大正3年（1914年）から昭和4年（1929年））。
    - p90：駱駝印オリエント（2）（東洋蓄音器合資会社系）二代目立花家花橘『長名（二枚）2411・2』

  - p205：日本ビクターの創立 二代目立花家花橘『寿限無（二枚）（[発売年月:昭和]4.12） 50967.8』
51. ↑  復刻版書誌：「経済学釈義」『東京経済雑誌 17 明治17年7-9月 221-233号』 17巻、日本経済評論社、東京、1982年1月20日、224号 p109。hdl:/2027/uc1.c2785659。NCID AN00329943。（URLはHathiTrust）
  - 原文書誌：経済記者「経済学釈義」『東京経済雑誌』第10巻第224号、経済雑誌社、1884年7月26日、109頁、NCID AN00159377。
  - 筆者署名：経済記者「経済学釈義 – 經濟學の釋義に關して駁論諸子に答ふ」『東京経済雑誌 17 明治17年7-9月 221-233号』 17巻、日本経済評論社、東京、1982年1月20日、222号 p44。hdl:/2027/uc1.c2785659。NCID AN00329943。「經濟記者」（URLはHathiTrust）
  - 「彼の

ヂゲム ヂゲム

ゴコーノスーリキリ

カイヂャリスイギョ

スギヨバチャ

カイポ カイポ

カイポノシリヲ

グリンダ グリンダ

グリンダノチョースケガ

アノヤマコエテ

コノヤマコエテ

コエテ コエテノ

ヲポポイノポイマ
と云へる名を小児に命したる談話を…」
  - 記載事項以外の補足：
    - 本記事は(『鼎軒田口卯吉全集』3 1928)で田口卯吉の著として扱われている。
    - 論敵の名「粛堂」は乗竹孝太郎の号と一致する“乗竹, 孝太郎, 1860-1909”. 国立国会図書館典拠データ検索・提供サービス. 2022年6月12日閲覧。。
      - 乗竹孝太郎は同じ東京経済雑誌の社員である（大日本人名辞書刊行会「乗竹孝太郎」『大日本人名辞書』 下巻（新版）、大日本人名辞書刊行会、東京、1926年6月20日、2058頁。doi:10.11501/1879535。 NCID BN01714711。NDLJP:1879535。）

    - 田口卯吉は本誌『東京経済雑誌』の創設者でもある（大日本人名辞書刊行会「田口卯吉」『大日本人名辞書』 下巻（新版）、大日本人名辞書刊行会、東京、1926年6月20日、1518頁。doi:10.11501/1879535。 NCID BN01714711。NDLJP:1879535。）。
    - この当時の同誌の持主兼印刷人は伴直之助（東京経済雑誌224号奥付）。
52. ↑  田口卯吉 著「22 經濟學の釋義に關して駁論諸子に答ふ」、鼎軒田口卯吉全集刊行会 編『鼎軒田口卯吉全集』 3巻、鼎軒田口卯吉全集刊行会、東京、1928年4月9日、232頁。doi:10.11501/1243145。 NCID BN0695797X。NDLJP:1243145/134。(要登録)
  - 本書では『經濟學の釋義に關して駁論諸子に答ふ』を田口卯吉の著として扱っている。
  - 記載事項以外の補足：
    - 目次p14： 題名誤記：『經濟學の釋義に關して駁論諸子に告ぐ〔ママ〕』
    - p232：ヂゲムの名に誤転記:原書「スーリキリ」→本書「スーリキ、リ」
53. 1 2  復刻版書誌：『東京経済雑誌 86 明治34年10-12月 1101-1113号』 86巻、日本経済評論社、東京、1984年11月20日。NCID AN00329943。
  - 原文書誌：痴齋「飛鳥旅行走り書（第八）」『東京経済雑誌』第44巻第1109号、経済雑誌社、1901年11月30日、1086-1089 (号内20-23)、NCID AN00159377。
  - 本記事は、1901年9月の国内視察旅行記という体裁で主義主張を語る趣向の連載物（連載開始1901年（明治34年）10月20日発行1102号p734）。今回のエピソードの中で、筆者と一緒に旅行した「小松君」がいたずらで「ジユゲンム」と名乗ったり、余興で講談などを披露する。
  - p1087：筆者「痴齋」の実名は伴直之助、京都鉄道株式会社の取締役兼支配人。
  - p1087：小松君が船会社職員に向かって:「余の姓名もまた短かからず、ジユゲンム、ジユゲンム、ゴコウノスウエキリ、カイヂヤリ、スイギヨノ、キンライマツ、ウンライマツ、クネルトコロニ、デルトコロ、アーブラコーヂ、ブラコーヂ、パイポ、パイポ、パイポノ、シユウリンガン、シユウリンガンノ、ポンポコナ、ポンポコナノ、ポンポコピ、チヤウキ、チヤウキ、チヤウキウメイノ、チヤウスケ、と申す、是れ余か名なり」
  - p1087: 筆者による推測：「按ずるに『ジユゲンムジユゲンム』の話しは寶暦、明和、安永年間の知者、風來山人平賀源内が、当世の政治に慊からず、[…]愚を諷誹せし戯作なり」（繰り返し記号は展開。漢字・句読点は一部現代化）。
  - p1087：各語の意味（一部の語句は名乗りの場面とは異なっている）：
    - 「ジユゲンムとは『壽と限りなき』」
    - 「ゴコホノスエは『御光の末』」
    - 「フウライマツ、ウンライマツは『風来末、雲来末』にして、風雲の起る、予じめ其の源因を知るべからず、其の去来豪も測るべからずして、其の末、亦た際限なき」
    - 「カイジヤリ、スイギヨとは大海の砂利、水中の魚介、倶に取れとも終に尽きざるなり」
    - 「パイポ、シユウリンガン、ポンポコナ、ポンポコピ、は皆な天竺の最も長命なりし執政者と、その子孫の姓名」
    - 「長喜、長久命の長助」

  - 記載事項以外の補足：
    - 本記事に「ジユゲンムジユゲンムの話」の粗筋はない。引用元も記されていない。
    - 筆者伴直之助は東京経済雑誌の元「持主」で、創設者田口卯吉のいとこ（磯崎, 嘉治「巌本善治の出版活動」『出版研究』第6巻、1975年、166頁、doi:10.24756/jshuppan.6.0_160、ISSN 2434-1398。）。
54. ↑  “林屋, 正蔵 5世, 1824-1923”. 国立国会図書館典拠データ検索・提供サービス. 2022年2月23日閲覧。
55. 1 2 3  読売新聞連載記事「怪談の正童（）」計9回。林家正藏（自称四代目）の伝記。
  - ふく生「怪談の正童（1）」『読売新聞 朝刊』1912年4月8日、3面。
    - 副題に「八十九歳の老落語家」
    - 先ごろ、八十九歳の林家正藏改め正童となった。
    - 正童の幼名は米三郎。
    - 米公が弟子入りしたのは二代目林家正藏。千住の隠亡の寺の坊さんで通称「托善正藏」。
    - 米公が正藏に弟子入りしたのは18歳のとき。

  - ふく生「怪談の正童（2）」『読売新聞 朝刊』1912年4月9日、3面。
    - 正童の前座に出たときの名は正橋（）。
    - 正橋は「一生懸命に落語の稽古をやった壽限無（）壽限無などは堂に入ったものだった、それに感心した林家正藏が『[…]跡取りにしてやろう』と、子にしてくれて、いよいよ本職になった」
    - やがて「正橋はちょうど生意気盛り。安政頃の二十二の年に、いつまでも前座でもあるまいと江戸を飛び出した。ドサ歩きというやつで[…]」。

  - ふく生「怪談の正童（4）」『読売新聞 朝刊』1912年4月11日、3面。
    - 正橋は江戸に帰ると、養父の托善正藏は既に安政5年菊月に死去していた。名人左楽などが勝手に正藏を名乗っていた。正橋は再び田舎稼ぎに出る。

  - ふく生「怪談の正童（5）」『読売新聞 朝刊』1912年4月12日、3面。
    - 養父正藏の弟子正楽が正統三代目正藏を襲名。

  - ふく生「怪談の正童（7）」『読売新聞 朝刊』1912年4月14日、3面。
    - 正橋は正鱗に改名。

  - ふく生「怪談の正童（9）」『読売新聞 朝刊』1912年4月17日、3面。
    - 正統三代目正藏が明治12年に死去。
    - 正鱗はしばらく勝手に正藏を名乗り、後に正式に四代目正藏を襲名。
    - 今は20歳代の若い妻と5歳の子供がある「八十五歳の爺さん」。

  - 記載事項以外の補足：
    - 正橋が前座をやめて出奔する「安政頃の二十二の年」という記述は矛盾がある。1824年生で22歳は1845年頃という計算になるが、安政はおよそ1855年から1860年の間である。しかしいずれにせよ19世紀中旬である。
56. ↑  「新富座」『北國新聞』1901年9月4日、3面。（明治34年）
  - 「小柳枝一座音曲落語[…]今晩（二日目）の番組は[…]落語壽限無（）元祖升踊引抜きカッポレ踊人形振り（[演者:]柳仙）」
57. 1 2  都家歌六『落語レコード八十年史』 下巻、国書刊行会、東京、1987年11月30日、40-44頁。
  - 本書における「寿限無」最古出現はp44 三代目・蝶花楼馬楽 ディスコグラフィ
    - 「米国ビクター両面盤 50044 長屋花見/寿限無」
    - 「アメリカン（日米蓄音器商会）（明治42年頃）2097 長屋の花見, 2098 寿限無」（明治42年=1909年）

  - p40：三代目・蝶花楼馬楽は明治31年襲名、明治43年発狂、大正3年死去。
  - p448：二代目立花家花橘 ビクター 50967.8『寿限無（二枚）（昭4.12）』
58. ↑  日本音声保存、都家歌六（監修）、岡田則夫（監修） 編「解説書」『昭和戦前面白落語全集 東京篇』エニー、2006年、163頁。ISBN 9784901708968。 NCID BA79536201。全国書誌番号:21346026。
  - p163引用: 演者名 三代目蝶花楼馬楽; 演題:レーベル『貴限無』〔ママ〕 一般名称『寿限無』： 使用レコード：レーベル 米ビクター 番号 50044 マトリックスNo.50044A; 初出盤 レーベル 米ビクター 番号 50044 発売年月 1911; タイム 02:05
59. ↑  レコードのカタログ： 『新音譜 明治45年5月』日本蓄音器商会、1912年、65頁。doi:10.11501/11697670。NDLJP:11697670。
60. 1 2  長尾, 豊「長い名前」『伝説民話考』（昭和9年(1934)再版）成光館書店、東京、1932年10月25日、341-349頁。doi:10.11501/1465988。国立国会図書館書誌ID:000000764230。
  - p342：長野県「…ひやくきずんぎり…」←元論文（1914年）の復刻版（1975年）では「…ひちくきずんぎり…」。
  - pp345-346：信濃の「てきてきおん坊」紹介。
  - p346：「流れたり沈んだりする話は、壽限無のやうな名前ではうつらない」「[落語の壽限無には]別に井戸へ落ちる話があり、昔、三遊の圓六が話すのを聞いたが、名附親を清正公様の坊さんにして、長い名前は自我偈を使ってゐた」
  - p347：「故人馬楽に此の話を聞いた時は、名前を附けるのに『神佛穴探し』といふ本に據ると話した。浅学にしてさういふ書物があるかどうか、今だ〔ママ〕に調べても見ないが、何だかありさうにも思はれないので、それで探しても見ない」
  - 本章は越原富雄名義1914年の論文に大幅加筆したもの。元論文: 越原富雄 (1914)
    - 「越原富雄」は作家 長尾豊（1899生-1936没）のペンネーム（20世紀日本人名事典（日外アソシエーツ）『長尾 豊』 - コトバンク）。
61. ↑  「穴探」『精選版 日本国語大辞典』。コトバンクより2021年11月17日閲覧。
62. 1 2  中村, 幸彦「4-8 舌耕文芸家春水」『中村幸彦著述集』 第10巻 舌耕文学談、中央公論社、東京、1983年8月25日、251-252頁。全国書誌番号:83051445。
  - 為永春水が著した物語本『軒並娘八丈』巻末に『神仏俗書穴さがし』という演目の寄席広告がある。フィクションの中の広告ではあるが、中村はこれを為永正助（為永春水）と初代林屋正藏の関係を示す考証史料としている。
63. ↑  『軒並娘八丈』原書: 二代目南杣笑楚満人「中巻末挿絵広告」『帯屋白木屋/軒並娘八丈』1817年、画像295枚の内193枚目。オリジナルの2021年12月29日時点におけるアーカイブ。2022年7月5日閲覧。「神佛俗書穴さがし 畠山重忠堀川清談 かうし 為永正助 ひのべ。林屋正藏」（文化7年）
  -     - 本書の翻刻（ただし為永正助の挿絵広告はない）: 南仙笑楚満人 著、村上, 静人 編『錦の帯屋雪の白木屋軒並娘八丈・秋色染話萩の枝折』（再版）人情本刊行会、東京、1926年8月25日。doi:10.11501/1018461。全国書誌番号:43050624。
64. ↑  野村無名庵『本朝話人伝』協栄出版社、東京、1944年4月20日、89頁。doi:10.11501/1031804。NDLJP:1031804/49。
  - 安政5年（1858年）出版の軍談番付表『軍談一本槍』に『神佛穴さがし』石川齋萬丸
65. ↑  菊池, 真一「軍書講釈并神道心学辻談議之事歴 関根只誠 著」『講談史料集成』 3巻、和泉書院、大阪、2004年11月25日、33頁。全国書誌番号:20706726。
  - 本章は19世紀中期の演芸評論家関根只誠が作成した資料の翻刻。
    - 該当箇所概要: 石川斎万丸 最初は街頭で神仏のおどけ噺をしていた。後に寄席へ出たり、「神仏穴さがし」と看板を掲げてずいぶん興行していたが、最近は音沙汰がない。
66. ↑  「松ノ内笑話 - 桂文治君」『読売新聞 朝刊』1935年1月1日、9面。
  - 桂文治 (8代目)が記事より20年程度前、翁家さん馬を名乗っていた頃の逸話談。正月に華族の屋敷に呼ばれた。ご婦人と子供衆の前で話す演題を選ぶにあたり、女郎買い噺も泥棒噺も不適当だから『寿限無』を選定した。
67. ↑  例: 「慈善食卓（第四日） - 報効会北保育所」p7,5段目、『大阪毎日新聞』1906年1月9日、2。「一円遊のジゲンムといふ話で又々元の笑声と化して」（明治39年）
  - 大阪毎日新聞の記念慈善活動の一環として、正月に大阪の芸人たちが各所の保育所等へ慰問上演した様子を報じた記事。
68. 1 2  「よみうりラヂオ版」『読売新聞 朝刊』1926年1月8日、9-10面。
  - p9 今日の放送番組: 東京JOAK「落語 壽限無 春風亭 花柳」; 大阪JOBKと名古屋JOCKの番組表には「壽限無」なし
  - p10 「落語 壽限無（午後八時ごろ）:
    - 春風亭華柳は、前年に寄席への出演を引退済。
    - 春風亭華柳による解説の概要: 寿限無は落語家の入門演目で、私も弟子に最初に教えるのが『たらち女（）』〔ママ〕『錦明竹』『寿（）限無（）』だ。昔から有名な落語だが、最近は廃れてきた。今回は皇孫誕生にちなんで、めでたい演目として寿限無を選んだ。
    - 子供の名：「じげむじげむ ごこうのすりきれ、かいぢやり、すゐぎよの、すいぎうばつ うんばつに ふうらいばつ くうねるところ、すむところ やうぶらこうぢに、ぶらこうぢ、ぱいぽぱいぽぱいぽのしりが、しいろがどうりんだい、どうりんだいの ぽんぽこな ぽんぽこなの、ぽんぽこぴ、ちようきうめのちようすけ」（旧漢字・仮名遣いは原文のまま。繰り返し記号は展開）
    - サゲ：「こぶがひっこんでしまった」

  - 記載以外の補足：
    - 春風亭華柳は1868年生 - 1927年没（“春風亭, 柳枝 4代目, 1868-1927”. 国立国会図書館典拠データ検索・提供サービス. 2022年2月23日閲覧。）
    - この時期に誕生した皇孫としては照宮成子（東久邇成子）がいる。
69. 1 2  越原, 富雄「長い名を附けられた人」『郷土研究』第2巻第2号、郷土研究社、東京、1914年、215-217頁。
  - 参照した復刻版: 『郷土研究（全六冊）第二冊（復刻版）』 2巻、名著出版、東京、1975年11月22日。
    - 巻内pp215-216 (号内pp23-24):「現在行はれて居るジゲム落語のおちは『餘り名が長いから瘤が引込んでしまつた』と言ふのだが、ジゲムが井戸へ落ちると云ふ式もあるらしく、現に三遊の圓六がこの方を用ゐて居る。此は別に夫相應の長い名の主人公のあるべき譯である。圓六などは名附親を清正公様の坊主にして、長い名は自我偈を使つて居る」

  - 記載以外の補足：
    - 「三遊の圓六」が採用したという具体的な子の名前は記載していない。
    - 「越原富雄」は作家 長尾豊（1899生-1936没）のペンネーム（20世紀日本人名事典（日外アソシエーツ）『長尾 豊』 - コトバンク）。
    - 本論文は1934年に、大幅増改のうえで長尾豊名義で『伝説民話考』(長尾豊 1932)に収載されている。名前の使い分け説はp346だが、本論文と説明が異なる。
70. ↑  「自我偈」『精選版 日本国語大辞典（小学館）』。コトバンクより2021年12月9日閲覧。
71. ↑  関山, 和夫『説教の歴史 - 仏教と話芸 -』岩波書店〈岩波新書（黄版）64〉、1978年11月20日、108頁。全国書誌番号:79004845。
  - p108引用：「[…]「寿限無」は『無量寿経』に発する珍名の命名である」
72. ↑  日本テレビ社会情報局 編「寿限無はどこの子? 長名伝説の謎」『謎学の旅』 1巻、二見書房、東京〈TVムック 謎学の旅〉、1990年6月25日、206頁。ISBN 4576900684。
  - pp204-212：第3章7話『寿限無はどこの子? 長名伝説の謎』
    - p206引用：「さて、落語を聞いていると[…]『無量寿経という経文の中に、寿限無というのがあるがどうじゃ』」
    - p206：実際の『無量寿経』には「寿限無」という単語はない旨を説明。

  - 本書記載以外の補足：
    - 本話の結論:『寿限無』と似た話が日本各地の民話にもある。『寿限無』の起源はわからない。
73. ↑  日本放送協会 編「長い名の子供」『日本昔話名彙』日本放送出版協会、1948年3月1日、223-224頁。NDLJP:1124189。
  - p1 柳田国男『昔話のこと』:「日本の昔話採集はまだ三十余年の歴史しか持って居りません」
  - pp223-224：『長い名前の子供』報告一覧
    - 「長崎県 江戸のものに近い」とあるが、本表に江戸の項はない。
74. ↑  野村無名庵「横町の隠居」『落語通談』高松書房、1943年9月15日、pp171-172頁。 NCID BN06630164。
  - 記載以外の補足：『聴耳草紙』から引用した子供の名に転記誤りあり：
    - 聴耳草紙(1931)：「チヤンバチヤク助」「マンマル入道」「エアウツク」「ショウゴの神」「まだ咲ァき」
    - 落語通談(1943)：「チヤンバラチヤク助」「マンマル人道」「ニアウツク」「ジョウゴの神」「まだ咲ァ」
75. 1 2  佐々木, 喜善「163番 長い名前」『聴耳草紙』三元社、東京、1931年1月25日、502-504頁。全国書誌番号:46081539。
  - pp502-503：「一丁ぎりの二丁ぎりの…」。著者注記:「私の祖父のよく語った話であった。稚い記憶の中から」
  - pp503-504：「チョウニンチョウニン…」。著者注記:「出所忘却」（成立時期不記載）
  - p504:「一束百束ヘソの守（）…」。著者注記:「田中喜多美氏のご報告」（成立時期不記載）
  - 記載以外の補足：
    - pp503-504：「チョウニンチョウニン…」、『農民俚譚』では朧澤郡昔話としている（佐々木, 喜善 著「膽澤郡昔話 - 長い名をつけて失敗した話」、本山, 桂川 編『農民俚譚』一誠社、東京、1934年5月19日、47頁。doi:10.11501/1235623。 NCID BA33489941。NDLJP:1235623。(要登録)）。
76. ↑  “佐々木, 喜善, 1886-1933”. 国立国会図書館典拠データ検索・提供サービス. 2022年2月23日閲覧。
77. ↑  日本放送協会 編「大衆演芸と放送」『ラヂオ年鑑』 昭和6年、誠文堂、1931年2月25日、302頁。NDLJP:1907532/171。
78. 1 2 3  日本放送協会, ed (1933-06-10). ラヂオ年鑑. 昭和8年. 日本放送出版協会. p. 271. NDLJP:1260073/155
  - 業績大観 p70：加入総数百万突破
  - 放送事業略歴 p110：1925年試験放送開始
  - 子供の時間 講談・落語 p271：『落語（寿限無）』柳家権太郎〔ママ〕 昭和7年7月26日放送
  - pp467-472：落語
    - p469：[落語業界には]放送出演者は高座禁止という掟があるが、前年に有力な寄席が「ラジオに出ないような芸人だけでは番組ができない」という理由で脱会したので、内規は廃止されるだろうと筆者は予測している。
    - p472：『寿限無』柳家権太郎〔ママ〕 昭和7年7月26日放送
79. ↑  「『壽限無』の長助 - 長い長い赤ちゃんの名前（後7時50分落語）柳家権太楼」『東京朝日新聞』朝刊1932年7月26日、9面。（昭和7年）
  - 子供の名「壽限無、壽限無、五劫のスリキレ、海砂利、水魚の水行末、雲來末、風來末、食ふ寝るところに住むところ、ヤブラコウヂブラコウヂ、パイポパイポパイポのシユウリンガン、グウリンダイのポンポコピイのポンポコナの長久命の長助」（旧漢字・仮名遣いは原文のまま。繰り返し文字は展開。なお、本紙面は原則振り仮名付きだが、子の名の部分だけ振り仮名がない）
  - 放送番組表：『寿限無』は東京局(JOAK)・長野局・静岡局で放送予定だが、大阪局・京都局・名古屋局・秋田局などでは別番組となっている。
80. ↑  保田, 武宏『寿限無』弘文出版、1982年11月30日、251頁。ISBN 4-87520-022-6。
81. ↑  宮川健郎「「落語絵本」の研究 : メディアを横断する児童文化(【特集】加工行為としての<文学>)」『日本文学』第55巻第1号、日本文学協会、2006年、63頁、doi:10.20620/nihonbungaku.55.1_62、ISSN 03869903。
82. ↑  3版（新村出 編『広辞苑』（3版）岩波書店、1983年12月1日。全国書誌番号:84046298。）に「寿限無」の項なし。
83. ↑  菅原, 教造「発音遊戯」『心理研究』第16巻第95号、1919年、1-24 (通巻463-486)、doi:10.4992/jjpsy1912.16.463、ISSN 1884-1066。
  - p24: 国語教育への発音遊戯の活用提起
  - 本論文は素材の出典を記載していない。
84. ↑  例: “番組名 にんぎょうげき「じゅげむ じゅげむ」”. NHKクロニクル. 2022年7月5日時点のオリジナルよりアーカイブ。2022年7月5日閲覧。 “放送日時 アナログ教育 1989年05月08日（月）午前10:30 - 午前10:45”
85. ↑  “ちょちょいのちょい暗記「寿限無（じゅげむ）」”. NHK for School. にほんごであそぼ.  日本放送協会. 2019年11月14日閲覧。
86. ↑  坂上, 浩子「子どもメディア・言葉と文化をめぐる考察 - 第37 回「日本賞」教育コンテンツ国際コンクールから」（pdf）『チャイルド・サイエンス』7 (2010年度)、日本こども学会、2011年3月1日、29頁、2021年12月10日閲覧。（巻号目次: 学会誌『チャイルド・サイエンスVOL.7』2011年03月発刊）
87. ↑  “「寿限無」CD化、授業にも 横須賀の大矢部小では全員で暗唱”. 毎日インタラクティブ.   毎日新聞 (2003年11月27日). 2003年11月27日時点のオリジナルよりアーカイブ。2022年2月3日閲覧。 “（毎日新聞2003年11月27日神奈川版から）”
88. ↑  森, 顕子「小中をつなぐ古典学習の提案(1) : 和歌(『万葉集』)・『竹取物語』を事例として」『研究紀要/東京学芸大学附属竹早中学校』第47号、2005年、14頁。
89. ↑  中嶋, 真弓「2005年度版小学校国語科教科書における古典教材採録のあり方」『学び舎 : 教職課程研究』、愛知淑徳大学教育学会、2008年3月31日、71頁、ISSN 1881-0306。
90. ↑  “ぷらたなす61号”.   東京都立図書館. pp. 3年生の国語教科書紹介本のリスト(PDF:305KB) p8 (2012年3月). 2022年7月13日閲覧。
91. ↑  六代目三遊亭圓窓. “圓窓五百噺ダイジェスト（し行）圓窓五百噺ダイジェスト66 寿限無（じゅげむ）”. 円窓落語大百科事典. 2007年12月19日時点のオリジナルよりアーカイブ。2022年6月18日閲覧。
92. ↑  “番組名 趣味悠々 落語をもっとたのしもう 第4回「オチがあるから落語です」”. NHK NHKクロニクル 過去の番組表 番組詳細. 2022年6月18日閲覧。
93. ↑  「五劫の擦り切れ」が「クローンの擦り切れ」など、遺伝子工学、生物学の用語となっている。瀧口雅仁「寿限無」『古典・新作落語事典』（2刷）丸善出版、東京、2016年8月25日（原著2016年）、139頁。ISBN 978-4-621-30035-0。
94. ↑  三代目三遊亭金馬 著「金明竹」、小島, 貞二 編『落語名作全集』 3巻、立風書房、1967年、178-200頁。doi:10.11501/1668191。 NCID BN11523833。NDLJP:1668191。(要登録)
95. 1 2  三遊亭福円遊「たらちね」『滑稽百面相』三芳屋、1912年6月7日、135-146頁。doi:10.11501/891285。NDLJP:891285。
96. ↑  引用例: 「名まえ雑学ゼミナール」『あけぼの』第3巻第2号、全国電気通信労働組合、東京、1985年11月10日、69頁、doi:10.11501/1859417、NCID AN10194589 全国書誌番号:00039807。(要登録)
97. ↑  安藤, 鶴夫「寿限無」『落語国・紳士録』青蛙房、東京、1959年、58-60頁。 NCID BN10923803。全国書誌番号:59004647。
  - 初出誌の書誌: 昭和31年5月-昭和33年12月（1956年-1958年）連載 安藤, 鶴夫「落語国・紳士録」『週刊東京』、東京新聞社、NCID AA11403547 全国書誌番号:00010867。
98. ↑  ゐんば. “新東京百景 寿限無の墓”. 短い・鋭い・ばかばかしい ゐんばの大型小説の世界. 1999年4月29日時点のオリジナルよりアーカイブ。2021年12月26日閲覧。
99. ↑  「創刊50周年記念 週刊少年ジャンプ展VOL.3－2000年代〜、進化する最強雑誌の現在(いま)－」公式ビジュアルと会期情報を初公開！、アニメイトタイムズ、2018年2月26日。
100. ↑  協力詰（ばか詰）　１００１手～ - 詰将棋おもちゃ箱 2016年9月13日閲覧。
101. ↑  “品種登録公表 第288回（平成24年9月25日官報告示）”. 品種登録ホームページ.   農林水産省. 2022年7月16日閲覧。
102. ↑  『ヒット商品 [88] 87年版』講談社、1986年、36頁。NDLJP:11984322/21
103. ↑  “第1887回 平成15年10月12日放送”. 笑点.  日本テレビ. 2024年1月3日閲覧。
104. ↑  “寿限無さん専用印鑑”.   永江印祥堂. 2025年2月12日閲覧。
105. ↑  歌詞：デューク・エイセス 寿限無の嘆き - 歌ネット
106. ↑  歌詞：ずうとるび 寿限無 - 歌ネット
107. ↑  ［時代の証言者］無法者のジャズ　山下洋輔＜３０・最終回＞音楽人生に悔いなし、読売新聞、2022年8月26日。
108. ↑  歌詞：JUGEM Oh-Edo Typhoon(大江戸台風族) 歌詞情報、うたまっぷ - 2024年3月26日閲覧。
109. ↑  歌詞：両津勘吉(ラサール石井)and大江戸台風族 ジュゲム〜こち亀バージョン〜 - 歌ネット
110. ↑  じゅげむじゅげむ (ユーモレスクより) - YouTube - キングレコード提供YouTubeアートトラック
111. ↑  清水玲子『保育のうたあそび決定版－ワクワク☆春・夏のうた』世界文化社、2022年、136-137頁。ISBN 978-4-418-22702-0。
112. ↑  歌詞：RADWIMPS 寿限夢 - 歌ネット
113. ↑  歌詞：桃黒亭一門 ニッポン笑顔百景 - 歌ネット
114. ↑  歌詞：JUGEMU 歌詞 BugLug、うたてん - 2024年3月26日閲覧。
115. ↑  歌詞：Jin-Machine たのしい日本語 - 歌ネット
116. ↑  じゅげむげーむ / ももなお姉さん 〜天才おばかクラシック〜 - YouTube
117. ↑  歌詞：天才バンド 寿限無 - 歌ネット
118. ↑  「キム・スハンム」フルネーム音声例: 영웅들의 귀환 김수한무 거북이와 두루미... 기억하시나요? 환상의 듀오 구봉서 곽규석（0h0m39s〜） - YouTube （KTV国民放送チャンネル）
119. ↑  이기환 (2016年8月29日). “전설의 '수한무' 코미디” (朝鮮語). 京郷新聞 （韓国）. 2022年5月3日時点のオリジナルよりアーカイブ。2022年5月3日閲覧。
120. 1 2  양지호 (2016年8月29日). “웃기 때문에 행복한 거예요. 웃어야 복이 오는 거예요” (朝鮮語). 朝鮮日報 （韓国）. 2021年12月29日時点のオリジナルよりアーカイブ。2022年5月3日閲覧。
121. ↑  김영환 (2011年1月21日). “현빈 "김 수한무 거북이와 두루미~...끝까지 외운다"” (朝鮮語). edaily.co.kr. 2022年5月3日時点のオリジナルよりアーカイブ。2022年5月3日閲覧。